# Eisenbahnunfall von Mikawashima

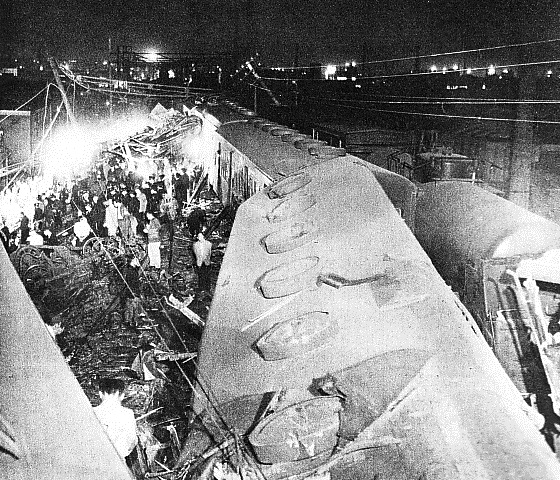
Eisenbahnunfall von Mikawashima

Bei dem Eisenbahnunfall von Mikawashima (jap. 三河島事故, Mishikawashima jiko) am 3. Mai 1962 entgleisten und kollidierten drei Züge, wobei 160 Menschen starben. Dies war einer der folgenreichsten Eisenbahnunfälle in der Geschichte Japans.

## Ausgangslage
Der Unfall ereignete sich um 21:36 Uhr im Bahnhof Mikawashima in Higashi-Nippori, einem Stadtteil des Bezirks Arakawa in Tokio auf der Jōban-Linie der Japanischen Staatsbahn (JNR), die extrem stark ausgelastet war. In den Unfall waren drei Züge verwickelt. Der erste Zug, Nr. 287, war ein Güterzug, der aus einer Nebenstrecke von Tokio kommend nach Mito unterwegs war. Die Nebenstrecke mündete in das Hauptgleis der Jōban-Linie. Diese Einfahrt war durch ein Signal und eine damit verbundene Schutzweiche gesichert.

## Unfallhergang
Der Güterzug überfuhr das „Halt“ gebietende Signal und wurde durch die Flankenschutz bietende Lage der Schutzweiche von der Hauptstrecke abgelenkt. Er entgleiste am Ende des Sicherungsgleises. Die Lokomotive und ein ihr folgender Kesselwagen stürzten dabei jedoch um und blieben im Lichtraumprofil des benachbarten Streckengleises liegen.
Der zweite Zug, Nr. 2117H, ein Triebwagen und Vorortzug, der von Ueno nach Toride unterwegs war, verließ ebenfalls um 21 Uhr 36 den Bahnhof Mikawashima und kollidierte mit den entgleisten Fahrzeugen, die in das Lichtraumprofil des Gleises ragten und entgleiste gleichfalls. 25 Verletzte waren die Folge. Die Reisenden betätigten die Türnotöffnungen, stiegen aus und begannen zum Bahnhof zurück zu laufen. Die Beamten im Stellwerk des Bahnhofs waren mit dem ersten Unfall so beschäftigt, dass sie vergaßen, zu überprüfen, ob sich sonst noch ein Zug der Unfallstelle näherte, um diesen zu warnen.
So konnte es geschehen, dass der dritte Zug, Nr. 2000H, der aus der Gegenrichtung kam, in den entgleisten zweiten Zug hinein fuhr. Dabei wurde der erste Personenwagen zertrümmert, drei weitere Wagen entgleisten. Diese wiederum töteten und verletzten viele Reisende, die sich aus dem zweiten Zug gerettet hatten und zum Bahnhof zurück liefen.

## Folgen
Insgesamt starben 160 Menschen, 296 wurden verletzt.
Die JNR stellte nach diesem Unfall ihre Sicherheitspolitik um: Nach einem Unfall wurden – unabhängig von dessen Ausmaß – Züge in dessen Umfeld grundsätzlich angehalten. Außerdem wurde bis zum April 1966 flächendeckend eine Zugbeeinflussung mit Zwangsbremsung für Züge eingebaut, die ein „Halt“ zeigendes Signal überfahren. Dazu wurde die Eisenbahninfrastruktur mit 43.000 Induktionsschleifen ausgerüstet und 13.000 Fahrzeuge mit Induktionsempfängern. Weiter wurde ein Funk-Notsignal eingeführt, das Züge nach einem gefährlichen Ereignis im Umkreis von ein bis zwei Kilometern zum Halt auffordert.
Die Jōban-Linie erhielt neue, an den viel stärker gewordenen Verkehr angepasste Betriebsregeln. Weiter wurde sie baulich angepasst: Der Personen- und der Güterverkehr erhielten getrennte Gleise.